# Kaori Moriwaka
Kaori Moriwaka (森若 香織, Moriwaka Kaori, née le 11 décembre 1963 à Hokkaido au Japon)  est une chanteuse, actrice et guitariste japonaise. Elle débute dans les années 1980 comme chanteuse puis guitariste du groupe de rock féminin Go-Bang's jusqu'à sa séparation en 1994, participant également au groupe Ram Jam World de 1992 à 1994. Elle poursuit depuis sa carrière de chanteuse en solo, parfois actrice, interprétant notamment le rôle de Ikuko Tsukino dans la série live Pretty Guardian Sailor Moon de 2003 à 2005.

## Discographie
Singles
- 1995 : Happy Fine Day
- 1996 : 浮気なダーリン
- 1997 : Heaven

Albums
- 1995 : Drained Cherry (mini-album)
- 1996 : Love Or Die
- 1997 : Heaven
- 1999 : W rainboW (mini-album)
- 2004 : Lovesong for Heaven

Albums avec RamJamWorld
- 1992 : How Do You Do?
- 1993 : Happy Space

## DVD
- 2004 : Lovesong For Heaven

## Filmographie
Séries TV
- 2003/2005 : Pretty Guardian Sailor Moon - dans le rôle de Ikuko Tsukino.

DVD
- 2004/2005 : Pretty Guardian Sailor Moon - volume 1 à 12.
- 2004 : Pretty Guardian Sailor Moon: Act Special
- 2004 : Pretty Guardian Sailor Moon: Act Zero